# Paronyque de Kapel
Paronychia kapela
Espèce
La Paronyque de Kapel (Paronychia kapela) est une espèce de plantes de la famille des Caryophyllacées.